# 洛克人X4
《洛克人X4》是電視遊戲洛克人X系列主軸故事的第四作。PlayStation版及SEGA Saturn版於1997年8月1日由卡普空在日本發售，而北美版在1997年9月推出，歐洲則只有PlayStation版發售。1998年，卡普空推出了對應電腦的Windows版本。台灣的PC版由第三波資訊代理，除了標題改為Rockman X4（歐美使用Mega Man X4）以及有中文說明書之外，其餘皆與歐美版相同。

## 故事大綱
西元21XX年，是個人類以及擁有人類思考能力的雷普利機器人兩者和平共存、繁榮的世界。
在這世上有兩個組織，分別為處理電子頭腦故障的雷普利機器人組織「非正規獵人」，以及為了應對大規模災害可迅速處理，以雷普利機器人組成的軍隊「仲裁部隊」。兩大組織到目前為止，一直維持著互相合作、協力執行各種任務的友好關係。
某日，空中都市「蔚藍海灘」遭到巨大非正規機器人攻擊，失速墜毀並造成極大傷亡。當時仲裁部隊的人員在場，被懷疑與事件有關。在此情況下，非正規獵人要求仲裁部隊指揮官「卡尼爾」投降接受調查，但遭到卡尼爾以軍人的自尊為理由回絕。
在這之後，持有龐大軍力的仲裁部隊領導者「傑內羅」，突然宣布發動軍事政變並佔據世界各地。非正規獵人司令部因此將仲裁部隊全體判定為非正規機器人，命令艾克斯與傑洛出擊。

## 遊戲系統

洛克人X4 遊戲主畫面

雙主角劇情
自本作起傑洛不再只限定為援助角色，玩家可從艾克斯及傑洛兩者中擇一進行遊戲，中途無法進行切換；遊戲流程大致相同，但對話及劇情會隨選擇角色大不相同。
記錄方式
從以往的密碼記錄，改為記憶卡存取的方式，一張記憶卡可保存三個紀錄。PC版則是作成兩個檔案，每個檔案可保存三個紀錄，共可保存六個紀錄。
關卡分割
和元祖系列的「洛克人8：金屬英雄們」相同，關卡分為前半、後半兩部分。當關卡前半部分過關，進入後半部份時，生命、武器能源皆會恢復至最大值。當在後半部分遊戲失敗，會從關卡後半部分的起始點開始。
武器系統
艾克斯與前幾作相同，可切換使用打倒頭目所取得的特殊武器，裝備手部裝甲後特武可進行集氣；而傑洛打倒敵人後學到的是特殊技能，不需切換，可用不同的按鍵組合使出，無使用次數限制（落鳳破除外）。
遊戲平台
洛克人X系列第一款沒有發表於任天堂平台的遊戲，此後除了掌上型遊戲機的外傳性質遊戲外，本系列的後續版本再也沒有發行於任天堂平台上。
插入動畫
按照了洛克人8的作法在遊戲途中插入動畫，使得部分劇情得以動畫方式呈現。
其他增加或變動要素
- 關卡中登場的中頭目會顯示其生命值。
- 生命、武器能源的回復道具，除了原先的大、小兩種之外，首次加入能恢復到最大值的「MAX」。
- 玩家生命值條下增加標示殘機數；當切換使用特殊武器時，生命值條棒上方會顯示殘彈數。
- 生命值與武器能源條取消以往用刻度來表示的方式，武器能源條的顏色不再隨特武的更換變化顏色。
- 輔助能源（Energy Tank，俗稱E罐）減少為2個（以往為4個），新增特殊武器專用的輔助能源（Weapon Tank，俗稱W罐，最大數量為1個）。
- 自本作起至『X6』，輔助能源不像以往限制要在生命值全滿的情況下撿拾能源才能蓄積。
- 將初期殘機數從2增加到4的「EX道具」首次登場。
- 將艾克斯的攻擊按鍵分割成兩個。因此使得艾克斯能夠合併使用飛彈（X-Buster）和特殊武器。兩者若要同時蓄力必須兩個按鍵同時按，且擊發時只能選其中一個發力攻擊，隨後就必須重新蓄力。此設定延用至『X6』。
- 艾克斯裝備手部裝甲時，之前作品的強化方式是將2階段蓄力延伸追加第3階段的蓄力特殊攻擊。自本作起，改成直接變化第2階段蓄力攻擊的型態來強化艾克斯的能力。
- 自本作起，類似『X2』的「千兆爆破（ギガクラッシュ，Gigacrash）」、『X3』的「超級蓄力（ハイパーチャージ，Hyper Charge）」這種裝甲擁有的「必須藉由受到敵人傷害來累積能源，累積至滿值後方能使用的特殊攻擊」，自本作起統稱為「超強力攻擊（ギガアタック，Giga Attack）」。相較於前作對於能源累積方式的限制，本作的超強力攻擊「超新星衝擊（ノヴァ・ストライク，Nova Strike）」也可藉由武器能源來進行補充。本作起追加超強力攻擊專用的設置按鍵。
- 玩家失去一個殘機數後特武能源就會全部恢復到最大值。另外，本作的特殊武器（尤其是蓄力版本）的能源消耗量整體比較起來較以往增加許多。
- 插入頭目戰前主角與敵人的對話，使角色的個性更為突顯（歐美版與台灣PC版中除了熔岩惡龍外，其餘八大頭目的對話皆被刪除）。
- 在挑戰關卡頭目時，畫面上會顯示「WARNING」字樣並伴隨警告音效。在此作之後的系列幾乎都有加入此一要素。
- 頭目對弱點武器以外的武器抗性提高。甚至有些還會因為無效而被彈開，或者是有效（出現攻擊判定）但是卻不會給予傷害。
- 頭目於無敵時間被小型飛彈（未蓄力X-Buster）打中時會將其彈開，影響到連射的能力。

## 設定補足
紅色非正規機器人事件
在傑洛路線中，西格瑪所提起的某個事件。在西格瑪還是非正規獵人隊長時，曾發生了一起謎之紅色非正規機器人大量屠殺獵人的事件，敵人的強大使得西格瑪不得不親自出面鎮壓。戰鬥中，原先佔盡優勢的西格瑪漸趨劣勢，焦躁使他左臂被紅色非正規機器人砍斷，更險些被虐殺致死；但紅色非正規機器人突如其來的陷入痛苦，使得西格瑪得以趁機破壞其額頭的Z核心（ゼットブレイン）而險勝，而這個紅色非正規機器人就是日後的傑洛。這場戰鬥被認為是致使西格瑪非正規化的原因之一。
卡尼爾與愛麗絲的設定
卡尼爾兄妹原本是以一體的雷普利機器人所設計的，這是仲裁部隊特別研究部的極機密企劃－－試圖製造出和艾克斯一樣「同時擁有高漲的鬥爭心跟愛好和平之心的究極雷普利機器人」。但是，要將兩種極端的程式寫入一個身體的矛盾手段註定失敗，於是姑且先將兩個程式安置在兩個身體裡。兄妹兩人的AI構造有五成以上是共通的，特徵是「能夠相互感覺彼此的心情」。在卡尼爾陣亡之後，極度悲傷的愛麗絲將卡尼爾的記憶晶片輸入了自己的體內，也因此實現原設計「究極思考型機器人」的理想，但隨即因為內在程式註定的不相容而暴走化。

## 主題曲
※僅限日版，歐美版與台灣PC版均無主題曲，開場到結局畫面以遊戲配樂代替。
開場
- 『負けない愛がきっとある』（「絕對有不敗的愛」）

作詞：松井五郎
作曲：林哲司
編曲：田代隆廣
歌  ：仲間由紀惠
結局
- 『ONE MORE CHANCE』（「再一次機會」）

作詞：松井五郎
作曲：林哲司
編曲：田代隆廣
歌  ：仲間由紀惠

## 彩蛋
- 前作頭目

在冰霜海象的關卡背景中，能看見被冰封的前作頭目，分別是『1代』的冰凍企鵝及『3代』的冷凍水牛。
- 隱藏指令

使用密技可讓艾克斯使用終極裝甲，傑洛則只是變更顏色。
- 黑傑洛（╱ ）[8]

利用祕技後取得的黑色傑洛，本作中除了顏色改變之外，能力與原先完全相同，但衝刺時的殘影仍舊是紅色的。

## 版本差異
歐美版只對主要角色重新配音，八大頭目則保留日文語音，但除了岩漿龍外，其餘八大頭目開戰前與主角的對話全被去除。開戰前的語音有三種，隨機選取。此外，主題曲只限於日文版，歐美、台版均無主題曲，開場和結局畫面以遊戲配樂代替。台灣的PC版由第三波代理，除了標題改為Rockman X4（歐美使用Mega Man X4）以及有中文說明書之外，其餘皆與歐美版相同。洛克人X傳奇合輯中的X4部分則可在歐美、日版中進行切換。